# KOI7
KOI7 è un sistema di codifica di caratteri a 7-bit progettato per essere adoperato con il russo e con tutte quelle lingue che utilizzano l'alfabeto cirillico, il nome significa infatti Kod Obmena Informaciej, 7 bit (in russo Код Обмена Информацией, 7 бит) che letteralmente significa Codice per lo scambio di informazioni, 7 bit.
Nel KOI7 si utilizzato i tasti Shift Out (SO) e Shift In (SI) per passare da un alfabeto all'altro, ossia, dopo la pressione di SO il sistema inizia a stampare lettere dell'alfabeto russo e dopo la pressione di SI ricomincia a stampare lettere dell'alfabeto latino. SO e SI sono poi utilizzati anche per passare dal minuscolo al maiuscolo, ma in questo caso la pressione su uno dei due, indifferentemente, deve essere costante.
Il KOI7 oggi non è praticamente più utilizzato, tanto che né nel sistema operativo Microsoft Windows, né nei sistemi di IBM gli viene assegnato un numero di code page. Nel tempo il suo posto è stato preso dai sistemi KOI8-R e CP-1251 che a loro volta, nella stragrande maggioranza degli utilizzi moderni, hanno lasciato il passo all'Unicode.

## Tabella
La seguente tabella mostra il sistema di codifica KOI7. Ogni carattere è rappresentato al centro della cella con il suo equivalente Unicode in alto e il suo codice decimale in basso.
|  | Caratteri di controllo   |  | Punteggiatura          |
|  | Cifre numeriche          |  | Caratteri alfabetici   |
|  | Caratteri internazionali |  | Caratteri non definiti |
|  | Caratteri grafici        |  | Punteggiatura estesa   |

|    | -0          | -1          | -2          | -3          | -4          | -5          | -6          | -7          | -8          | -9         | -A          | -B          | -C         | -D         | -E         | -F           |
| -- | ----------- | ----------- | ----------- | ----------- | ----------- | ----------- | ----------- | ----------- | ----------- | ---------- | ----------- | ----------- | ---------- | ---------- | ---------- | ------------ |
| 0- | 0000 NUL 0  | 0001 SOH 1  | 0002 STX 2  | 0003 ETX 3  | 0004 EOT 4  | 0005 ENQ 5  | 0006 ACK 6  | 0007 BEL 7  | 0008 BS 8   | 0009 HT 9  | 000A LF 10  | 000B VT 11  | 000C FF 12 | 000D CR 13 | 000E SO 14 | 000F SI 15   |
| 1- | 0010 DLE 16 | 0011 DC1 17 | 0012 DC2 18 | 0013 DC3 19 | 0014 DC4 20 | 0015 NAK 21 | 0016 SYN 22 | 0017 ETB 23 | 0018 CAN 24 | 0019 EM 25 | 001A SUB 26 | 001B ESC 27 | 001C FS 28 | 001D GS 29 | 001E RS 30 | 001F US 31   |
| 2- | 0020 SP 32  | 0021 ! 33   | 0022 " 34   | 0023 # 35   | 0024 $ 36   | 0025 % 37   | 0026 & 38   | 0027 ' 39   | 0028 ( 40   | 0029 ) 41  | 002A * 42   | 002B + 43   | 002C , 44  | 002D - 45  | 002E . 46  | 002F / 47    |
| 3- | 0030 0 48   | 0031 1 49   | 0032 2 50   | 0033 3 51   | 0034 4 52   | 0035 5 53   | 0036 6 54   | 0037 7 55   | 0038 8 56   | 0039 9 57  | 003A : 58   | 003B ; 59   | 003C < 60  | 003D = 61  | 003E > 62  | 003F ? 63    |
| 4- | 0040 @ 64   | 0041 A 65   | 0042 B 66   | 0043 C 67   | 0044 D 68   | 0045 E 69   | 0046 F 70   | 0047 G 71   | 0048 H 72   | 0049 I 73  | 004A J 74   | 004B K 75   | 004C L 76  | 004D M 77  | 004E N 78  | 004F O 79    |
| 5- | 0050 P 80   | 0051 Q 81   | 0052 R 82   | 0053 S 83   | 0054 T 84   | 0055 U 85   | 0056 V 86   | 0057 W 87   | 0058 X 88   | 0059 Y 89  | 005A Z 90   | 005B [ 91   | 005C \ 92  | 005D ] 93  | 005E ^ 94  | 005F _ 95    |
| 6- | 042E Ю 96   | 0410 А 97   | 0411 Б 98   | 0426 Ц 99   | 0414 Д 100  | 0415 Е 101  | 0424 Ф 102  | 0413 Г 103  | 0425 Х 104  | 0418 И 105 | 0419 Й 106  | 041A К 107  | 041B Л 108 | 041C М 109 | 041D Н 110 | 041E О 111   |
| 7- | 041F П 112  | 042F Я 113  | 0420 Р 114  | 0421 С 115  | 0422 Т 116  | 0423 У 117  | 0416 Ж 118  | 0412 В 119  | 042C Ь 120  | 042B Ы 121 | 0417 З 122  | 0428 Ш 123  | 042D Э 124 | 0429 Щ 125 | 0427 Ч 126 | 007F DEL 127 |
|    | -0          | -1          | -2          | -3          | -4          | -5          | -6          | -7          | -8          | -9         | -A          | -B          | -C         | -D         | -E         | -F           |

Il simbolo del dollaro, ossia il carattere "$" alla posizione 0x24, è stato spesso sostituito, nei computer sovietici, con il simbolo generico di valuta, ossia il carattere "¤". Una leggenda vuole che ciò fosse stato voluto per dimostrare una certa indipendenza dall'industria dei computer allora dominata dagli Stati Uniti d'America, il che fa abbastanza sorridere, dato che una gran parte dei calcolatori sovietici erano implementazioni di progetti americani.